# Lothar Heil
Lothar Heil (* 21. Juni 1928; † 2. Dezember 2021) war ein deutscher Turner und Turntrainer.

## Leben
Heil, der eine Lehre als Werkzeugmacher durchlief, nahm 1951 an den Weltfestspielen der Jugend und Studenten in Berlin teil.
Er gewann als Turner sechsmal die Meisterschaft der Deutschen Demokratischen Republik: 1952 am Boden und im Pferdsprung, 1953 am Barren (für Einheit Dresden), 1955 im Mehrkampf, am Barren sowie am Seitpferd (jeweils für den SC Motor Jena). Silber gewann er 1953 im Mehrkampf und an den Ringen, 1954 im Mehrkampf und 1957 am Seitpferd, Bronze holte Heil 1953 am Seitpferd. Heil, der die Auszeichnung „Meister des Sports“ erhielt, war Mitglied der Nationalturnriege der DDR, mit der er an Länderkämpfen und 1955 sechs Wochen lang an Schauturnveranstaltungen in der Volksrepublik China teilnahm.
Als Trainer des Nachwuchses war er in Dresden mehr als zehn Jahre lang tätig; zu den von ihm betreuten Turnern gehörte der spätere Weltmeister Ralf-Peter Hemmann.